# KeePassX
KeePassX es un administrador de contraseñas multiplataforma de código abierto. Permite almacenar todas tus contraseñas en una base de datos segura y portátil.
KeePassX empezó como un puerto Linux de KeePass, que en ese momento era un administrador de contraseñas de código abierto únicamente para Windows. Ambos son ahora multiplataforma, con KeePassX utilizando librerías Qt y versiones recientes de KeePass utilizando NET / Mono. Está programado utilizando la versión 5 del Qt toolkit, convirtiéndolo en una aplicación multiplataforma, la cual puede ser ejecutada sobre Linux, Windows, y macOS.
KeePassX utiliza el formato de bases de datos KeePass 2 (.kdbx) como formato nativo. Además puede importar (y convertir) las bases de datos antiguas de KeePass 1 (.kdb).
Hay una rama comunitaria de KeePassX llamada KeePassXC.